# Collegio di Epsom and Ewell
Epsom and Ewell è un collegio elettorale inglese situato nel Surrey rappresentato alla Camera dei comuni del parlamento del Regno Unito. Elegge un membro del parlamento con il sistema maggioritario a turno unico; l'attuale parlamentare è Helen Maguire dei Liberal Democratici, che rappresenta il collegio dal 2024.

## Estensione

Il collegio dal 2010 al 2024

- 1974–1983: il Municipal Borough di Epsom and Ewell e il distretto urbano di Leatherhead.
- 1983–1997: il Borough di Epsom and Ewell, e i ward del distretto di Reigate and Banstead di Banstead Village, Nork, Preston e Tattenhams.
- 1997–2010: il Borough di Epsom and Ewell, i ward del distretto di Mole Valley di Ashtead Common, Ashtead Park e Ashtead Village, e i ward del distretto di Borough di Reigate and Banstead di Nork, Preston e Tattenhams.
- 2010–2024: il Borough di Epsom and Ewell, i ward del distretto di Mole Valley di Ashtead Common, Ashtead Park e Ashtead Village, e i ward del Borough di Reigate and Banstead di Nork and Tattenhams.
- dal 2024: il Borough di Epsom and Ewell, i ward del distretto di Mole Valley di Ashtead Lanes and Common, Ashtead Park, Leatherhead North e Leatherhead South.

Confini storici
Prima delle elezioni generali del 1997 non comprendeva Ashtead, ma includeva Banstead. Dato che il borough di Reigate and Banstead è piccolo e comprende anche zone collinari, il collegio comprende aree anche nei confinanti distretti del Surrey.
Ultime modifiche
Nel 2005 la Boundary Commission apportò modifiche al collegio, applicate dal 2010. Il confine con Mole Valley si spostò leggermente verso le parti non abitate della Motorway M25, includendo Ashtead e Leatherhead, in linea con i ward di governo locale. Il ward di Preston (a Tadworth) fu unito a Reigate, per bilanciare gli elettorati dei collegi.

## Membri del parlamento
| Elezione | Elezione        | Deputato        | Partito             |
| -------- | --------------- | --------------- | ------------------- |
|          | Feb 1974        | Peter Rawlinson | Conservatore        |
| 1978 (S) | Archie Hamilton |                 | Conservatore        |
| 2001     | Chris Grayling  |                 | Conservatore        |
|          | 2024            | Helen Maguire   | Liberal Democratici |

## Elezioni

### Elezioni negli anni 2020
| Partito                    | Partito                                         | Candidato                  | Risultati 4 luglio 2024 | Risultati 4 luglio 2024 |
| Partito                    | Partito                                         | Candidato                  | Voti                    | %                       |
| -------------------------- | ----------------------------------------------- | -------------------------- | ----------------------- | ----------------------- |
|                            | Lib Dem                                         | Helen Maguire              | 20 674                  | 37,92                   |
|                            | Conservatore                                    | Mhairi Fraser              | 16 988                  | 31,16                   |
|                            | Laburista                                       | Mark Todd                  | 8 325                   | 15,27                   |
|                            | Reform UK                                       | Mayuran Senthilnathan      | 5 795                   | 10,63                   |
|                            | Verdi                                           | Stephen McKenna            | 1 745                   | 3,20                    |
|                            | True & Fair                                     | Gina Miller                | 845                     | 1,55                    |
|                            | Social Democratico                              | Damon Young                | 153                     | 0,28                    |
|                            |                                                 |                            |                         |                         |
| Iscritti                   | Iscritti                                        | Iscritti                   | 77 530                  | 100,00                  |
| ↳ Votanti (% su iscritti)  | ↳ Votanti (% su iscritti)                       | ↳ Votanti (% su iscritti)  | 54 525                  | 70,33                   |
| ↳ Astenuti (% su iscritti) | ↳ Astenuti (% su iscritti)                      | ↳ Astenuti (% su iscritti) | 23 005                  | 29,67                   |
|                            |                                                 |                            |                         |                         |
|                            | Esito: collegio passa da Conservatore a Lib Dem |                            |                         |                         |

### Elezioni negli anni 2010
| Partito                    | Partito                                   | Candidato                  | Risultati 12 dicembre 2019 | Risultati 12 dicembre 2019 |
| Partito                    | Partito                                   | Candidato                  | Voti                       | %                          |
| -------------------------- | ----------------------------------------- | -------------------------- | -------------------------- | -------------------------- |
|                            | Conservatore                              | Chris Grayling             | 31 819                     | 53,52                      |
|                            | Lib Dem                                   | Stephen Gee                | 13 946                     | 23,46                      |
|                            | Laburista                                 | Ed Mayne                   | 10 226                     | 17,20                      |
|                            | Verdi                                     | Janice Baker               | 2 047                      | 3,44                       |
|                            | Indipendente                              | Clive Woodbridge           | 1 413                      | 2,38                       |
|                            |                                           |                            |                            |                            |
| Iscritti                   | Iscritti                                  | Iscritti                   | 81 138                     | 100,00                     |
| ↳ Votanti (% su iscritti)  | ↳ Votanti (% su iscritti)                 | ↳ Votanti (% su iscritti)  | 59 451                     | 73,27                      |
| ↳ Astenuti (% su iscritti) | ↳ Astenuti (% su iscritti)                | ↳ Astenuti (% su iscritti) | 21 687                     | 26,73                      |
|                            |                                           |                            |                            |                            |
|                            | Esito: collegio confermato a Conservatore |                            |                            |                            |

| Partito                    | Partito                                   | Candidato                  | Risultati 8 giugno 2017 | Risultati 8 giugno 2017 |
| Partito                    | Partito                                   | Candidato                  | Voti                    | %                       |
| -------------------------- | ----------------------------------------- | -------------------------- | ----------------------- | ----------------------- |
|                            | Conservatore                              | Chris Grayling             | 35 313                  | 59,58                   |
|                            | Laburista                                 | Ed Mayne                   | 14 838                  | 25,04                   |
|                            | Lib Dem                                   | Steve Gee                  | 7 401                   | 12,49                   |
|                            | Verdi                                     | Janice Baker               | 1 714                   | 2,89                    |
|                            |                                           |                            |                         |                         |
| Iscritti                   | Iscritti                                  | Iscritti                   | 80 253                  | 100,00                  |
| ↳ Votanti (% su iscritti)  | ↳ Votanti (% su iscritti)                 | ↳ Votanti (% su iscritti)  | 59 468                  | 74,10                   |
| ↳ Astenuti (% su iscritti) | ↳ Astenuti (% su iscritti)                | ↳ Astenuti (% su iscritti) | 20 785                  | 25,90                   |
|                            |                                           |                            |                         |                         |
|                            | Esito: collegio confermato a Conservatore |                            |                         |                         |

| Partito                    | Partito                                   | Candidato                  | Risultati 7 maggio 2015 | Risultati 7 maggio 2015 |
| Partito                    | Partito                                   | Candidato                  | Voti                    | %                       |
| -------------------------- | ----------------------------------------- | -------------------------- | ----------------------- | ----------------------- |
|                            | Conservatore                              | Chris Grayling             | 33 309                  | 58,29                   |
|                            | Laburista                                 | Sheila Carlson             | 8 866                   | 15,52                   |
|                            | UKIP                                      | Robert Leach               | 7 117                   | 12,45                   |
|                            | Lib Dem                                   | Stephen Gee                | 5 002                   | 8,75                    |
|                            | Verdi                                     | Susan McGrath              | 2 116                   | 3,70                    |
|                            | Indipendente                              | Lionel Blackman            | 612                     | 1,07                    |
|                            | Indipendente                              | Gareth Harfoot             | 121                     | 0,21                    |
|                            |                                           |                            |                         |                         |
| Iscritti                   | Iscritti                                  | Iscritti                   | 78 601                  | 100,00                  |
| ↳ Votanti (% su iscritti)  | ↳ Votanti (% su iscritti)                 | ↳ Votanti (% su iscritti)  | 57 143                  | 72,70                   |
| ↳ Astenuti (% su iscritti) | ↳ Astenuti (% su iscritti)                | ↳ Astenuti (% su iscritti) | 21 458                  | 27,30                   |
|                            |                                           |                            |                         |                         |
|                            | Esito: collegio confermato a Conservatore |                            |                         |                         |

| Partito                    | Partito                                   | Candidato                  | Risultati 6 maggio 2010 | Risultati 6 maggio 2010 |
| Partito                    | Partito                                   | Candidato                  | Voti                    | %                       |
| -------------------------- | ----------------------------------------- | -------------------------- | ----------------------- | ----------------------- |
|                            | Conservatore                              | Chris Grayling             | 30 868                  | 56,17                   |
|                            | Lib Dem                                   | Jonathan Lees              | 14 734                  | 26,81                   |
|                            | Laburista                                 | Craig Montgomery           | 6 538                   | 11,90                   |
|                            | UKIP                                      | Elizabeth Wallace          | 2 549                   | 4,64                    |
|                            | Radical Reform                            | Peter Ticher               | 266                     | 0,48                    |
|                            |                                           |                            |                         |                         |
| Iscritti                   | Iscritti                                  | Iscritti                   | 78 061                  | 100,00                  |
| ↳ Votanti (% su iscritti)  | ↳ Votanti (% su iscritti)                 | ↳ Votanti (% su iscritti)  | 54 955                  | 70,40                   |
| ↳ Astenuti (% su iscritti) | ↳ Astenuti (% su iscritti)                | ↳ Astenuti (% su iscritti) | 23 106                  | 29,60                   |
|                            |                                           |                            |                         |                         |
|                            | Esito: collegio confermato a Conservatore |                            |                         |                         |

### Elezioni negli anni 2000
| Partito                    | Partito                                   | Candidato                  | Risultati 5 maggio 2005 | Risultati 5 maggio 2005 |
| Partito                    | Partito                                   | Candidato                  | Voti                    | %                       |
| -------------------------- | ----------------------------------------- | -------------------------- | ----------------------- | ----------------------- |
|                            | Conservatore                              | Chris Grayling             | 27 146                  | 54,42                   |
|                            | Lib Dem                                   | Jonathan Lees              | 10 699                  | 21,45                   |
|                            | Laburista                                 | Charlie Mansell            | 10 265                  | 20,58                   |
|                            | UKIP                                      | Peter Kefford              | 1 769                   | 3,55                    |
|                            |                                           |                            |                         |                         |
| Iscritti                   | Iscritti                                  | Iscritti                   | 75 459                  | 100,00                  |
| ↳ Votanti (% su iscritti)  | ↳ Votanti (% su iscritti)                 | ↳ Votanti (% su iscritti)  | 49 879                  | 66,10                   |
| ↳ Astenuti (% su iscritti) | ↳ Astenuti (% su iscritti)                | ↳ Astenuti (% su iscritti) | 25 580                  | 33,90                   |
|                            |                                           |                            |                         |                         |
|                            | Esito: collegio confermato a Conservatore |                            |                         |                         |

| Partito                    | Partito                                   | Candidato                  | Risultati 7 giugno 2001 | Risultati 7 giugno 2001 |
| Partito                    | Partito                                   | Candidato                  | Voti                    | %                       |
| -------------------------- | ----------------------------------------- | -------------------------- | ----------------------- | ----------------------- |
|                            | Conservatore                              | Chris Grayling             | 22 430                  | 48,09                   |
|                            | Laburista                                 | Charlie Mansell            | 12 350                  | 26,48                   |
|                            | Lib Dem                                   | John Vincent               | 10 316                  | 22,12                   |
|                            | UKIP                                      | Graham Webster-Gardiner    | 1 547                   | 3,32                    |
|                            |                                           |                            |                         |                         |
| Iscritti                   | Iscritti                                  | Iscritti                   | 74 272                  | 100,00                  |
| ↳ Votanti (% su iscritti)  | ↳ Votanti (% su iscritti)                 | ↳ Votanti (% su iscritti)  | 46 643                  | 62,80                   |
| ↳ Astenuti (% su iscritti) | ↳ Astenuti (% su iscritti)                | ↳ Astenuti (% su iscritti) | 27 629                  | 37,20                   |
|                            |                                           |                            |                         |                         |
|                            | Esito: collegio confermato a Conservatore |                            |                         |                         |

## Risultati dei referendum

### Referendum sulla permanenza del Regno Unito nell'Unione europea del 2016
|             | Collegio        | Lasciare UE % | Rimanere in UE % |
| ----------- | --------------- | ------------- | ---------------- |
|             | Epsom and Ewell | 47,9%         | 52,1%            |
|             | Inghilterra     | 53,3%         | 46,7%            |
| Regno Unito | 51,9%           | 48,1%         |                  |